# Darwin (Falklandinseln)

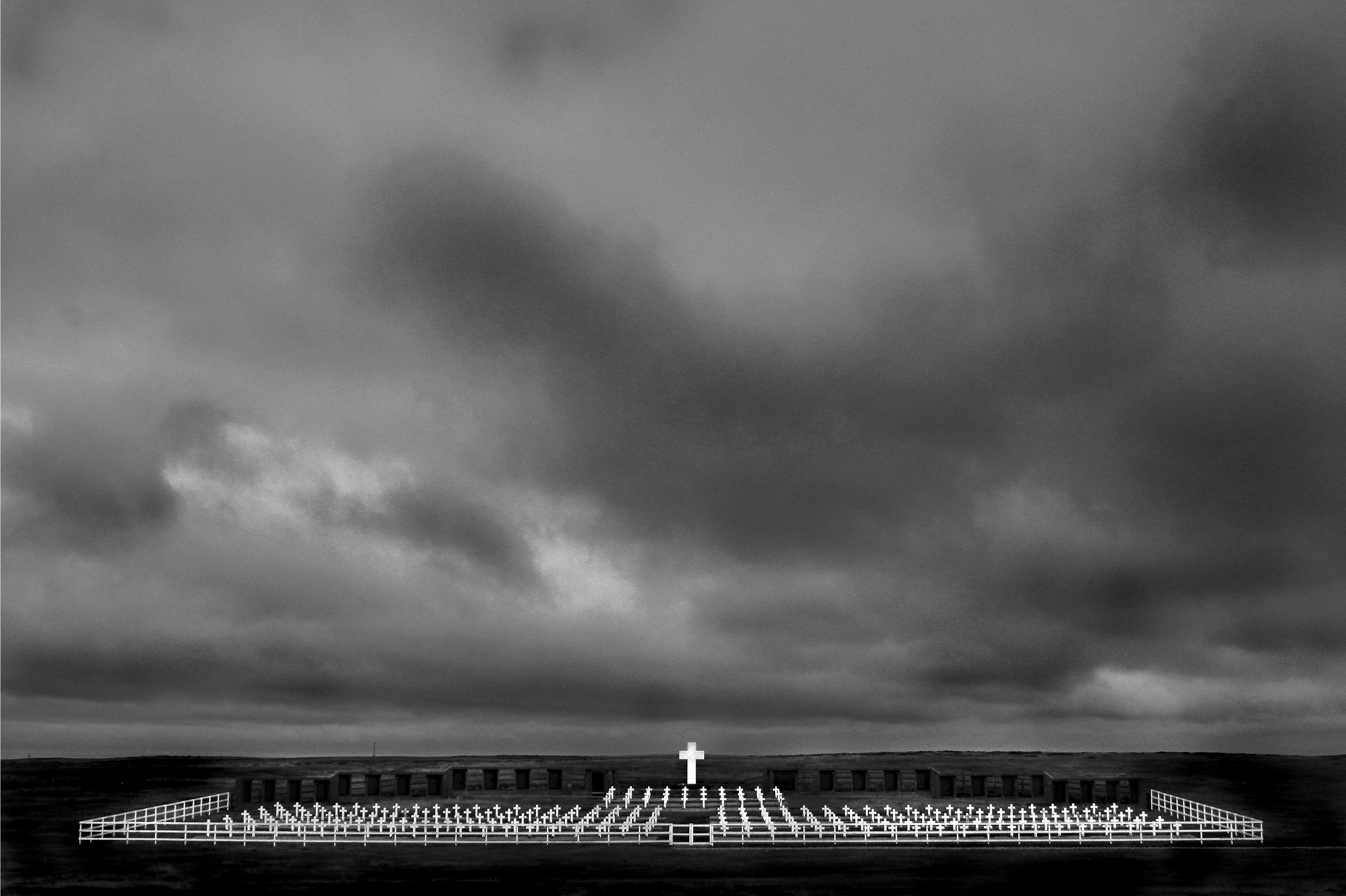
Argentinischer Militärfriedhof in der Nähe von Darwin

Darwin oder Port Darwin ist eine Siedlung auf der Lafonia-Halbinsel auf Ostfalkland der Falklandinseln. Sie liegt am Choiseul Sound, auf der östlichen Seite des Isthmus der Inseln. Goose Green liegt 3,2 Kilometer südlich von Darwin.
Benannt ist es zu Ehren des Naturwissenschaftlers und Begründers der Evolutionstheorie Charles Darwin, der bei seiner zweiten Reise mit der Beagle auf den Falklandinseln Station machte.
Die Siedlung wurde 1859 gegründet. Zunächst wurden dort Farmen von Schafzüchtern gebaut. Da die meisten Gründer Darwins aus Schottland stammten, wurde dort eine Kirche der Free Church of Scotland gebaut.
Darwin war einst mit mehr als 200 Farmarbeitern nach Stanley die zweitgrößte Siedlung der Falklandinseln. Dann hatte Darwin jedoch jahrelang nur zwei Einwohner. Aktuell liegt die Einwohnerzahl wieder bei sieben.
In der Nähe Darwins liegt der argentinische Militärfriedhof auf dem 237 im Falklandkrieg gestorbenen argentinische Soldaten begraben liegen. 2017 wurden 123 argentinische Soldaten exhumiert, um die sterblichen Überreste den Familien zu übergeben.

## Falklandkrieg
Darwin und Umgebung waren während des Falklandkrieges 1982 Schauplatz der Schlacht von Goose Green.
Am Morgen des 28. Mai eroberten britische Truppen des Parachute Regiment den Darwin Hill nach intensiven Kämpfen mit der argentinischen Armee.